# Multiclavula fossicola
Multiclavula fossicola é uma espécie de fungo pertencente à família Clavulinaceae.